# Kniphofia rooperi
Kniphofia rooperi är en grästrädsväxtart som först beskrevs av Thomas Moore, och fick sitt nu gällande namn av Lem.. Kniphofia rooperi ingår i Fackelliljesläktet som ingår i familjen grästrädsväxter. Inga underarter finns listade i Catalogue of Life.

## Bildgalleri

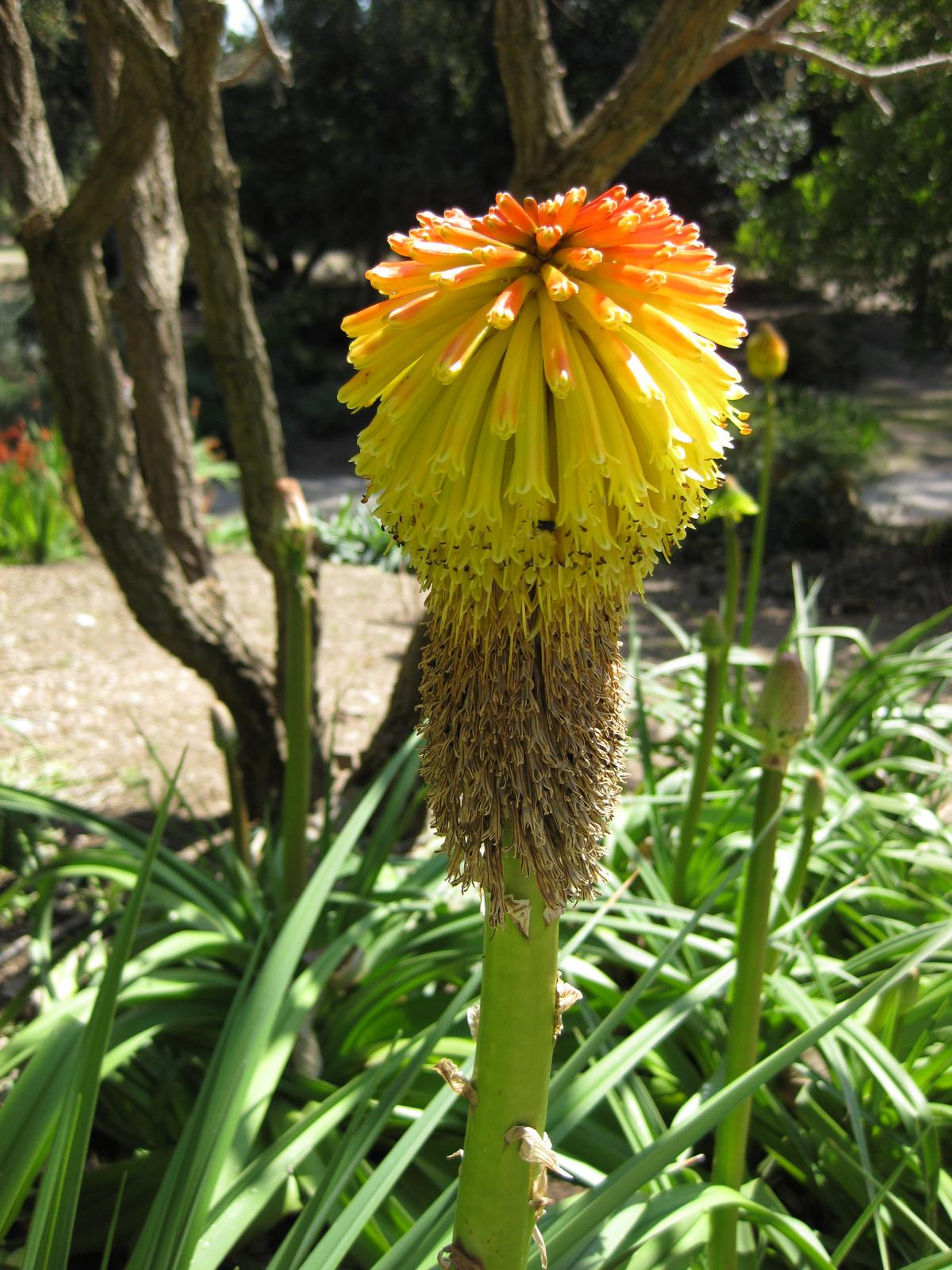